# Elatostema gitingense
Elatostema gitingense är en nässelväxtart som beskrevs av Adolph Daniel Edward Elmer. Elatostema gitingense ingår i släktet Elatostema och familjen nässelväxter. Inga underarter finns listade i Catalogue of Life.